# Plutodes epiphora
Plutodes epiphora là một loài bướm đêm trong họ Geometridae.